# Mariano Arana
Mariano Arana (Montevideo, 6 de marzo de 1933 - Montevideo, 4 de junio de 2023) fue un arquitecto y político uruguayo. Ejerció como intendente de Montevideo en 1995-2005, ministro de vivienda en 2005-2008 y senador en 1990-1994 y 2008-2015. Desde 2015 y hasta su deceso fue edil en la Junta Departamental de Montevideo.

## Biografía
Hijo y nieto de inmigrantes españoles, Arana estudió en el Liceo Francés de Montevideo y es egresado de la Facultad de Arquitectura de la Universidad de la República. Además fue docente y Director del Instituto de Historia de la Arquitectura, entre otras de las tantas actividades que realizó en la facultad.
Fue cofundador de la editorial Ediciones de la Banda Oriental y presidente de la Comisión de Patrimonio Histórico, Artístico y Cultural de la Nación entre los años 1985 y 1989.
Escribió numerosos libros, que van desde la arquitectura hasta la política. Sobre este último tema trata su último libro, realizado en conjunto con el Prof. Oscar Destouet, titulado "5 Vertientes de la Izquierda" y que recopila publicaciones de cinco destacados pensadores de la izquierda uruguaya: Oscar Bruschera (profesor de historia), Pedro Seré (abogado, asesor de Líber Seregni), Reina Reyes (maestra), Mario Kaplún (comunicador) y Héctor Rodríguez (sindicalista, miembro del gremio textil).

## Actividad política
Fue fundador y líder hasta su fallecimiento del sector Vertiente Artiguista, por cuya lista fue elegido senador de la República en 1989, cargo que ocupó hasta 1994. Actualmente la presidenta de la Vertiente Artiguista es Eleonora Bianchi. Fue presidente del Plenario Departamental de Montevideo del Frente Amplio y candidato común por el Frente Amplio a la Intendencia de Montevideo en 1984, y nuevamente en 1994, ocasión en la que resultó elegido Intendente Municipal con el 42% de los votos. Posteriormente fue reelecto en las elecciones municipales de mayo de 2000 con el 58% del total de votos emitidos.
Durante su actuación como intendente, implementó el Plan Estratégico de Montevideo, para reordenar los aspectos edilicios y urbanísticos de la ciudad.
Al asumir el presidente Tabaré Vázquez en 2005 fue nombrado Ministro de Vivienda, Ordenamiento Territorial y Medio Ambiente, Ocupó el cargo hasta el 1 de marzo de 2008, siendo sucedido por el ingeniero Carlos Colacce.
En agosto de 2011 el fiscal Diego Pérez pidió su procesamiento con prisión por los delitos de fraude, concusión y abuso de funciones durante su gestión como Intendente de Montevideo, argumentando que facilitó las acciones realizadas por el director de Casinos, Juan Carlos Bengoa, procesado en 2007. La petición fue desestimada en noviembre de 2011 por la jueza Fanny Canessa por considerar que no había elementos suficientes que sustentasen la imputación.
Fue edil departamental de Montevideo desde 2015 hasta la fecha de su fallecimiento.
El 23 de noviembre de 2022 fue declarado Ciudadano Ilustre por la Intendencia Departamental de Montevideo.

## Selección de obras
- Arana, Mariano; Álvarez Lenzi, Ricardo; Bocchiardo, Livia (1986). El Montevideo de la expansión (1868-1915). Montevideo: Ediciones de la Banda Oriental.
- Arana, Mariano; Garabelli, Lorenzo (1995). Arquitectura renovadora en Montevideo 1915-1940 : reflexiones sobre un período fecundo de la arquitectura en el Uruguay. Montevideo: UdelaR: Farq, FCU.
- Arana, Mariano; Schelotto, Salvador; Ponte, Cecilia; Mazzini, Andrés (1999). Arquitectura y diseño art decó en el Uruguay. Montevideo: Dos Puntos.

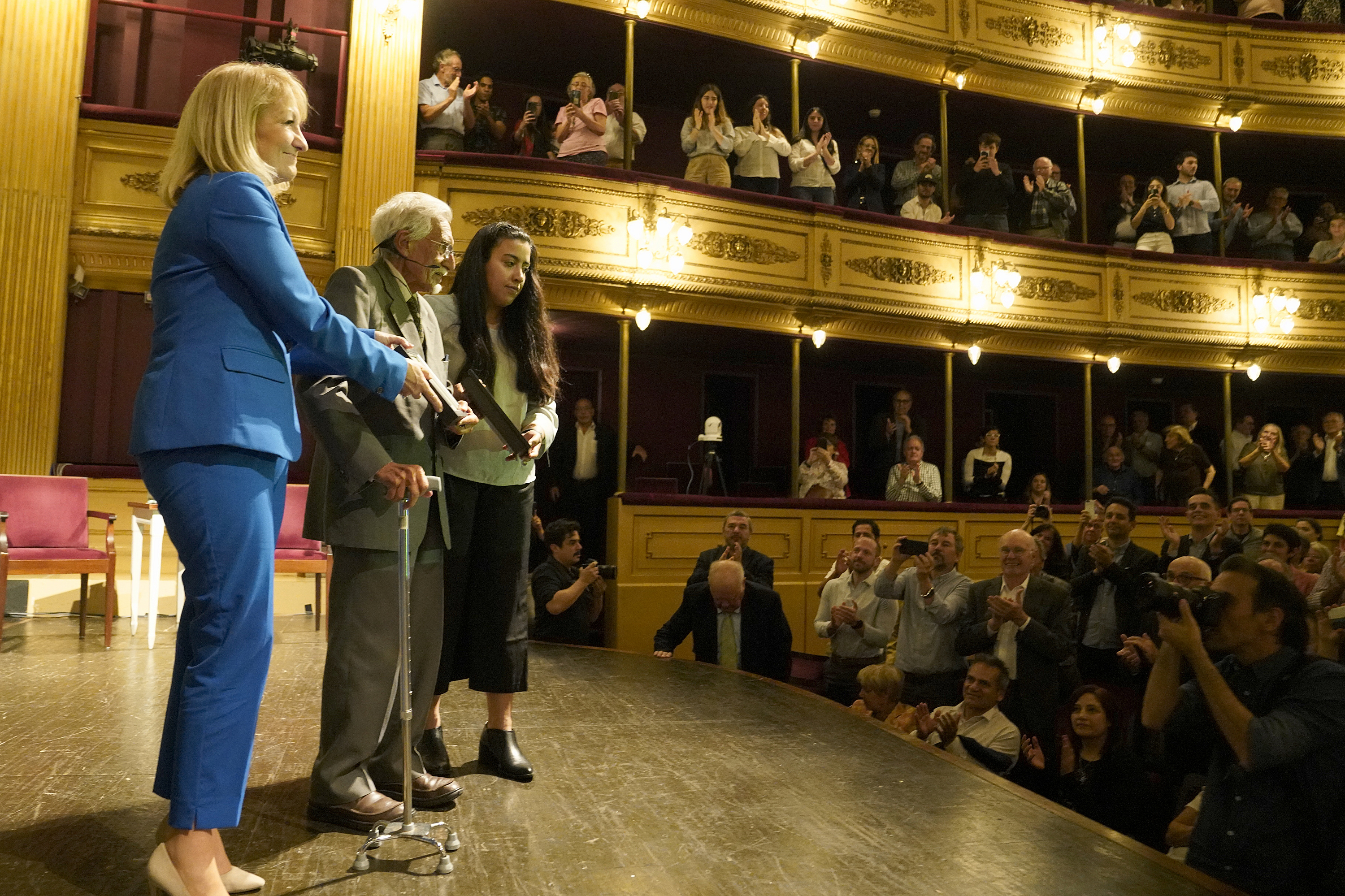
Declaración de Ciudadano Ilustre de Montevideo (23/11/2022)